# جوش دادن مهره‌ها
جوش دادن مهره‌ها (انگلیسی: Spinal fusion)، الحاق مهره‌ها، یا مُهره‌خشکانی (انگلیسی: spondylosyndesis  یا spondylodesis) نوعی جراحی است که طی آن در ستون فقرات بیمار، مهره‌هایی که مشکل دارند را به هم جوش می‌دهند تا به صورت یک مهره واحد درآیند و رشدشان متوقف شود.
این روش جراحی کانال نخاعی کمری (جراحی کانال استنوزیس) در کسانی انجام می‌شود که در آن‌ها سائیدگی مفاصل بین مهره‌ای موجب ناپایداری مهره‌ها شده‌است. در این روش جراحی جراحی کانال نخاع کمری بعد از دکمپرشن و برداشتن فشار از روی اعصاب، مهره‌های مجاور به هم جوش داده می‌شوند. در این روش که توسط بهترین جراح تنگی کانال کمری انجام می‌شود از پیوند استخوان و از وسایل فلزی مانند پیچ و میله ممکن است استفاده شود تا مهره‌ها زودتر و بهتر جوش بخورند.